# Röyksopp
Röyksopp is een Noors muzikaal duo dat elektronische muziek maakt. Het duo wordt gevormd door Torbjørn Brundtland en Svein Berge en is actief sinds 1998. Röyksopp, dat letterlijk stuifzwam betekent, is de Noorse naam (als Røyksopp) voor het geslacht Lycoperdaceae uit het fungirijk: een type paddenstoel dat een rokerige wolk uitstoot als deze wordt aangeraakt. De naam Röyksopp kan ook doelen op de paddenstoelwolk die tevoorschijn komt na de ontploffing van een atoombom.
In het begin maakte Röyksopp vooral muziek die onder downbeat of downtempo wordt geschaard, zoals te horen op het debuutalbum Melody A.M.. Hierna ging het duo echter meer alternatieve popmuziek maken, hoewel Röyksopp in 2010 terugkeerde naar de melancholische downbeat van Melody A.M. met het album Senior.

## Biografie
Brundtland en Berge groeiden beiden op in Tromsø, in het noorden van Noorwegen. Aan het begin van de jaren 90 begonnen ze met het opnemen van downbeat elektronische muziek. Ze vormden zich in 1998 officieel als band. Het duo bracht zijn eerste single So Easy in 1999 uit op het kleine label Tellé Records, gevolgd door het nummer Eple.
In 2000 sloten de twee een platencontract met het grotere label Wall of Sound en eind 2001 verscheen het debuutalbum Melody A.M.. Het album ontpopte zich als een groot succes, mede omdat sommige nummers van Melody A.M. werden gebruikt in reclames en televisieprogramma's. Bekende singles van het album zijn Eple (opnieuw uitgebracht) en Poor Leno. De populariteit van het album werd verder vergroot door verschillende grafisch experimentele muziekvideo's. Een van de video's, gemaakt door het Franse bedrijf H5 voor het nummer Remind Me, won in 2002 de prijs voor beste muziekvideo van MTV Europe. Enkele singles werden ingezongen door zanger Erlend Øye van Kings of Convenience. Ze maakten voor deze band ook een remix van het nummer I Don't Know What I Can Save You From. Deze werd speciaal op single uitgebracht. Het succes van Röyksopp bracht ook de carrière van Øye en zijn band in een stroomversnelling. 
In 2005 kwam het tweede, meer pop-georiënteerde album The Understanding uit, met als singles Only This Moment, 49 Percent, What Else Is There? (met de stem van de Zweedse Karin Dreijer, die ook in de bijbehorende videoclip verschijnt) en Beautiful Day Without You. Het nummer Follow My Ruin, tevens afkomstig van The Understanding, staat op de tracklist van de game FIFA 2006. Na het livealbum Röyksopp's Night Out uit 2006, verscheen in 2007 een compilatiealbum uit de serie Back to Mine, met nummers die door Röyksopp waren uitgekozen.
Op 23 maart 2009 verscheen het derde studioalbum van Röyksopp, getiteld Junior. De eerste single van het album was Happy Up Here, gevolgd door The Girl and the Robot (met zang van Robyn) en This Must Be It. Het nummer It's What I Want van Junior staat op de tracklist van FIFA 2010. Tegelijk met Junior nam Röyksopp het album Senior op. Het was de bedoeling dat dit album later in 2009 zou verschijnen, maar uiteindelijk werd de uitgavedatum 13 september 2010. Senior is de donkere, ambientachtige, instrumentale tegenhanger van het vrolijke, energieke, pop-georiënteerde Junior.
Eind 2012 verscheen in Noorwegen het nummer Running to the Sea, een samenwerking met de Noorse zangeres Susanne Sundfør. Het nummer verscheen eind 2013 wereldwijd. Daarnaast maakte Röyksopp van het nummer Ice Machine van Depeche Mode een cover waarop Sundfør de zang verzorgde. Een versie van deze cover verscheen in juni 2013 op het compilatiealbum Late Night Tales: Röyksopp.
In 2014 werkte Röyksopp opnieuw samen met de Zweedse zangeres Robyn. Dit leidde tot de gezamenlijke, vijf nummers tellende ep Do It Again, die verscheen op 23 mei 2014. Voorafgaand verscheen het titelnummer Do It Again op single. Dit nummer werd in Nederland tot 3FM Megahit uitgeroepen en belandde in de Mega Top 30. Ook werd bij het nummer Monument een muziekvideo gemaakt.
Kort daarna werd duidelijk dat een andere versie van Monument een van de nummers zou worden op het vijfde studioalbum van Röyksopp, The Inevitable End. Dit album werd uitgebracht op 11 november 2014. Bij de aankondiging van het album maakte Röyksopp bekend dat het hun laatste album zou zijn. Het duo kondigde aan niet te stoppen met muziek maken, maar geen albums meer uit te brengen.
In 2022 werden er echter opnieuw drie albums van Röyksopp uitgebracht: Profound Mysteries, Profound Mysteries II en Profound Mysteries III.

## Discografie

### Albums
| Album met eventuele hitnotering(en) in de Nederlandse Album Top 100 | Datum van verschijnen | Datum van binnenkomst | Hoogste positie | Aantal weken | Opmerkingen   |
| ------------------------------------------------------------------- | --------------------- | --------------------- | --------------- | ------------ | ------------- |
| Melody A.M.                                                         | 31-12-2001            | 19-04-2003            | 69              | 5            |               |
| The Understanding                                                   | 26-06-2005            | 02-07-2005            | 48              | 10           |               |
| Röyksopp's Night Out                                                | 27-01-2006            | -                     |                 |              | live-ep       |
| Back to Mine                                                        | 05-03-2007            | -                     |                 |              | verzamelalbum |
| Junior                                                              | 23-03-2009            | 28-03-2009            | 43              | 5            |               |
| Senior                                                              | 13-09-2010            | 18-09-2010            | 41              | 2            |               |
| Late Night Tales: Röyksopp                                          | 14-06-2013            | -                     |                 |              | verzamelalbum |
| The Inevitable End                                                  | 11-11-2014            | 15-11-2014            | 53              | 1            |               |

| Album met hitnotering(en) in de Vlaamse Ultratop 200 albums | Datum van verschijnen | Datum van binnenkomst | Hoogste positie | Aantal weken | Opmerkingen |
| ----------------------------------------------------------- | --------------------- | --------------------- | --------------- | ------------ | ----------- |
| The Understanding                                           | 2005                  | 09-07-2005            | 23              | 33           |             |
| Röyksopp's Night Out                                        | 2006                  | 18-02-2006            | 76              | 5            | live-ep     |
| Junior                                                      | 2009                  | 28-03-2009            | 10              | 14           |             |
| Senior                                                      | 2010                  | 18-09-2010            | 21              | 6            |             |
| The Inevitable End                                          | 2014                  | 15-11-2014            | 26              | 9            |             |

### Singles
| Single met eventuele hitnotering(en) in de Nederlandse Top 40 | Datum van verschijnen | Datum van binnenkomst | Hoogste positie | Aantal weken | Opmerkingen                                             |
| ------------------------------------------------------------- | --------------------- | --------------------- | --------------- | ------------ | ------------------------------------------------------- |
| So Easy                                                       | 1999                  | -                     |                 |              |                                                         |
| Eple                                                          | 1999                  | -                     |                 |              | re-release in 2001 & 2003 / nr. 91 in de Single Top 100 |
| Poor Leno                                                     | 2002                  | -                     |                 |              | nr. 55 in de Single Top 100                             |
| Remind Me                                                     | 2002                  | -                     |                 |              |                                                         |
| Sparks                                                        | 2003                  | -                     |                 |              | met Anneli Drecker                                      |
| Only This Moment                                              | 2005                  | 09-07-2005            | tip20           | -            | nr. 86 in de Single Top 100                             |
| 49 Percent                                                    | 2005                  | -                     |                 |              | met Chelonis R. Jones                                   |
| Curves                                                        | 2005                  | -                     |                 |              |                                                         |
| What Else Is There?                                           | 2005                  | -                     |                 |              | met Karin Dreijer                                       |
| Beautiful Day Without You                                     | 2006                  | -                     |                 |              |                                                         |
| Happy Up Here                                                 | 2009                  | -                     |                 |              |                                                         |
| The Girl and the Robot                                        | 2009                  | -                     |                 |              | met Robyn                                               |
| This Must Be It                                               | 2009                  | -                     |                 |              | met Karin Dreijer                                       |
| The Drug                                                      | 2010                  | -                     |                 |              |                                                         |
| Tricky Tricky                                                 | 2010                  | -                     |                 |              | met Karin Dreijer                                       |
| Forsaken Cowboy                                               | 2011                  | -                     |                 |              |                                                         |
| Running to the Sea                                            | 2013                  | -                     |                 |              | met Susanne Sundfør                                     |
| Twenty Thirteen                                               | 2014                  | -                     |                 |              | met Jamie Irrepressible                                 |
| Do It Again                                                   | 2014                  | 24-05-2014            | tip3            | -            | met Robyn / nr. 65 in de Single Top 100                 |
| Sayit                                                         | 2014                  | -                     |                 |              | met Robyn                                               |
| Monument                                                      | 2014                  | -                     |                 |              | met Robyn                                               |
| Monument (The Inevitable End Version)                         | 2014                  | -                     |                 |              | met Robyn                                               |
| Skulls                                                        | 2014                  | -                     |                 |              |                                                         |
| Sordid Affair                                                 | 2014                  | -                     |                 |              | met Ryan James                                          |
| I Had This Thing                                              | 2015                  | -                     |                 |              | met Jamie Irrepressible                                 |
| Never Ever                                                    | 2016                  | -                     |                 |              | met Susanne Sundfør                                     |

| Single met hitnotering(en) in de Vlaamse Ultratop 50 | Datum van verschijnen | Datum van binnenkomst | Hoogste positie | Aantal weken | Opmerkingen         |
| ---------------------------------------------------- | --------------------- | --------------------- | --------------- | ------------ | ------------------- |
| What Else Is There?                                  | 2005                  | 07-01-2006            | tip2            | -            | met Karin Dreijer   |
| Happy Up Here                                        | 2009                  | 21-03-2009            | tip4            | -            |                     |
| The Girl and the Robot                               | 2009                  | 16-05-2009            | tip3            | -            | met Robyn           |
| Do It Again                                          | 2014                  | 10-05-20`4            | tip2            | -            | met Robyn           |
| Monument (The Inevitable End Version)                | 2014                  | 20-09-2014            | tip34           | -            | met Robyn           |
| Sordid Affair                                        | 2014                  | 03-01-2015            | tip35           | -            | met Ryan James      |
| Never Ever                                           | 2016                  | 03-12-2016            | tip             | -            | met Susanne Sundfør |